# Sabahudin Kovačevič
Sabahudin Kovačevič (* 26. Februar 1986 in Jesenice, SR Slowenien) ist ein slowenischer Eishockeyspieler, der seit November 2017 beim HC Energie Karlovy Vary unter Vertrag steht und mit dem Klub seit 2018 in der tschechien Extraliga spielt.

## Karriere
Sabahudin Kovačevič startete seine Karriere in seiner Heimatstadt beim HK Jesenice. Ab der Saison 2002/03 spielte der Verteidiger für das U20-Team des Clubs und kam parallel für den HK Kranjska Gora erstmals in der slowenischen Eishockeyliga, der höchsten Spielklasse des Landes, zum Einsatz. Dort konnte er in den folgenden drei Jahren die Zahl seiner Einsätze kontinuierlich erhöhen und etablierte sich in der Liga. Ab 2005 erhielt er dann bei seinem Stammclub in Jesenice einen Vertrag für die erste Mannschaft. Bis 2010 war er für den Verein sowohl in der Österreichischen Eishockey-Liga als auch in der slowenischen Eishockeyliga aktiv. In Letzterer gewann er insgesamt vier Meistertitel mit dem Team, das nach dem Ausscheiden in der ÖEHL in den slowenischen Play-offs startberechtigt ist. Zur Saison 2010/11 unterzeichnete Kovacevic zunächst einen Vertrag beim amtierenden italienischen Meister Asiago Hockey, wechselte aber nach nur 13 Spielen innerhalb der Serie A1 zum HC Alleghe.
Zur Saison 2011/12 unterzeichnete Kovačevič einen Einjahresvertrag beim dänischen Erstligisten Herning Blue Fox. Diesen verließ er jedoch bereits im November 2011 und schloss sich dem HK Poprad aus der slowakischen Extraliga an. Zur Saison 2013/14 wechselte er zum kasachischen Klub HK Saryarka Karaganda in die Wysschaja Hockey-Liga, die er mit der Mannschaft auf Anhieb gewinnen konnte. Im Sommer 2014 wechselte er ligaintern zum HK Kuban Krasnodar. Bereits im Dezember 2014 kehrte er aber für vier Spiele nach Karaganda zurück, ehe er im Januar 2015 zum EC Graz 99ers wechselte, für den er bis 2016 in der Österreichischen Eishockey-Liga spielte. Nach einem Jahr beim HK Junost Minsk in der belarussischen Extraliga kehrte er in die Slowakei zurück, wo er nunmehr für den HC Nové Zámky spielte. Bereits im November 2017 verließ er den Klub jedoch wieder und schloss sich HC Energie Karlovy Vary aus der tschechischen 1. Liga, der zweithöchsten Spielklasse des Landes, an. Mit dem Team aus Karlsbad gelang ihm 2018 der Aufstieg in die Extraliga.

### International
Kovačevič vertrat schon als Jugendspieler sein Heimatland bei diversen Turnieren. Im Juniorenbereich nahm er an der U18-Junioren-Weltmeisterschaft 2004 sowie den U20-Junioren-Weltmeisterschaften 2005 und 2006 jeweils in der Division I teil.
Anschließend gehörte er zum Kader der Herrennationalmannschaft, verpasste jedoch zunächst einige Turniere aufgrund von Verletzungen. Bei den Weltmeisterschaften 2009, 2010, 2012, 2016, als er in das All-Star-Team des Turniers gewählt wurde, und 2018, als er erneut in das All-Star-Team berufen wurde, stand er aber im Aufgebot in der Division I. In der Top-Division spielte er für Slowenien 2011, 2013, 2015 und 2017. Zudem vertrat er seine Farben bei den Qualifikationsturnieren für die Olympischen Winterspiele 2010, 2014 und 2018 sowie bei den Spielen 2014 in Sotschi, bei denen die Slowenen einen überraschenden siebten Rang belegten, und 2018 in Pyeongchang, als sein Team Neunter wurde, selbst.

## Erfolge und Auszeichnungen
- 2006 Slowenischer Meister mit dem HK Jesenice
- 2008 Slowenischer Meister mit dem HK Jesenice
- 2009 Slowenischer Meister mit dem HK Jesenice
- 2010 Slowenischer Meister mit dem HK Jesenice
- 2014 Gewinn der Wysschaja Hockey-Liga mit dem HK Saryarka Karaganda
- 2018 Aufstieg in die Extraliga mit dem HC Energie Karlovy Vary

### International
- 2010 Aufstieg in die Top-Division bei der Weltmeisterschaft der Division I, Gruppe B
- 2012 Aufstieg in die Top-Division bei der Weltmeisterschaft der Division I, Gruppe A
- 2016 Aufstieg in die Top-Division bei der Weltmeisterschaft der Division I, Gruppe A
- 2016 All-Star-Team der Weltmeisterschaft der Division I, Gruppe A
- 2018 All-Star-Team der Weltmeisterschaft der Division I, Gruppe A

## Karrierestatistik

### International
Vertrat Slowenien bei:
| - U18-Junioren-Weltmeisterschaft 2004 - U20-Junioren-Weltmeisterschaft 2005 - U18-Junioren-Weltmeisterschaft 2006 - Weltmeisterschaft der Division I 2009 - Qualifikationsturnier für die Olympischen Winterspiele 2010 - Weltmeisterschaft der Division I 2010 - Weltmeisterschaft der Top-Division 2011 - Weltmeisterschaft der Division I 2012 - Weltmeisterschaft der Top-Division 2013 | - Qualifikationsturnier für die Olympischen Winterspiele 2014 - Olympischen Winterspielen 2014 - Weltmeisterschaft der Top-Division 2015 - Weltmeisterschaft der Division I 2016 - Weltmeisterschaft der Top-Division 2017 - Qualifikationsturnier für die Olympischen Winterspiele 2018 - Olympischen Winterspielen 2018 - Weltmeisterschaft der Division I 2018 |

(Legende zur Spielerstatistik: Sp oder GP = absolvierte Spiele; T oder G = erzielte Tore; V oder A = erzielte Assists; Pkt oder Pts = erzielte Scorerpunkte; SM oder PIM = erhaltene Strafminuten; +/− = Plus/Minus-Bilanz; PP = erzielte Überzahltore; SH = erzielte Unterzahltore; GW = erzielte Siegtore; 1 Play-downs/Relegation; Kursiv: Statistik nicht vollständig)